# Kjóiči Mori
Kjóiči Mori (japonsky 森 恭) je japonský mořský zoolog, který se specializuje na výzkum vorvaňů. Asistoval Cunemimu Kuboderovi na projektu pořízení fotografií a filmových záběrů krakatice obrovské. Je členem Ogasawarského sdružení pro pozorování velryb a specializuje se na pozorování vorvaňů.
Koncem roku 2002 přijel Kjóiči Mori na jeden z Boninských ostrovů, Čičidžimu, s úmyslem nafilmovat živou krakatici v jejím přirozeném prostředí. Kjóiči, který se na ostrově narodil, byl dobře obeznámen s chováním místní populace vorvaňů, kteří se krakaticemi živí. Na základě pozorování vorvaňů dokázal určit oblast pravděpodobného výskytu krakatic. Spolu s C. Kuboderou z Národního přírodovědeckého muzea se pak na vytyčené místo vydali a 30. září 2004 se jim podařilo krakatici vyfotografovat.